# Oryctanthus cordifolius
Oryctanthus cordifolius là một loài thực vật có hoa trong họ Loranthaceae. Loài này được (C. Presl) Urb. mô tả khoa học đầu tiên năm 1897.